# Mutuelle d'action sociale
La Mutuelle d'action sociale  (MAS) est une société mutualiste marocaine à but non lucratif, jouissant de la personnalité juridique et de l'autonomie financière .

Sa mission principale c'est d'assurer la couverture des risques maladie, invalidité et décès des adhérents à travers :
- La prise en charge totales ou partielle des frais médicaux et d'hospitalisation ;
- L'octroi d'une allocation de décès ;
- L'octroi d'une rente en cas d'invalidité.